# Hyacinthella glabrescens
Hyacinthella glabrescens är en sparrisväxtart som först beskrevs av Pierre Edmond Boissier, och fick sitt nu gällande namn av Karin Persson och Per Erland Berg Wendelbo. Hyacinthella glabrescens ingår i släktet Hyacinthella och familjen sparrisväxter. Inga underarter finns listade i Catalogue of Life.